# Slizké
Slizké (in ungherese: Szeleste) è un comune della Slovacchia facente parte del distretto di Rimavská Sobota, nella regione di Banská Bystrica.